# Vicepresident de la Comissió Europea
El vicepresident de la Comissió Europea és un càrrec donat a un Comissari Europeu que comparteix, així mateix, una altra cartera. Seleccionat pel President de la Comissió, generalment n'hi ha més d'un i tot i que tenen poques atribucions més que un simple comissari és un càrrec important en les cimeres de la Comissió. El vicepresident Primer adquireix generalment el paper principal entre la resta de vicepresidents, assumint el control i la tasca presidencial en l'absència d'aquest. Actualment aquest càrrec està desenvolupat per la sueca Margot Wallström. Segons el Tractat de Lisboa (2007) el vicepresident primer de la Comissió Europea esdevé l'Alt Representant de la Política exterior i de Seguretat Comuna, designat per part del Consell Europeu com del President de la Comissió.

## Vicepresidents de la Comissió
| Afiliació | esquerra (PSE) | Centre (ALDE) | Dreta (PPE) | Independents |

| Comissió               | Inici                  | Finalització              | Nom               | País          | Partit |
| Hallstein I            |                        |                           |                   |               |        |
| ---------------------- | ---------------------- | ------------------------- | ----------------- | ------------- | ------ |
| Hallstein I            | 7 de gener de 1958     | 9 de gener de 1962        | Sicco L. Mansholt | Països Baixos | PvdA   |
| Hallstein I            | 7 de gener de 1958     | 9 de gener de 1962        | Robert Marjolin   | França        | SFIO   |
| Hallstein I            | 7 de gener de 1958     | 15 de setembre de 1959    | Piero Malvestiti  | Itàlia        | DC     |
| Hallstein II           |                        |                           |                   |               |        |
| 10 de gener de 1962    | 30 de juny de 1967     | Sicco L. Mansholt         | Països Baixos     | PvdA          |        |
| 10 de gener de 1962    | 30 de juny de 1967     | Robert Marjolin           | França            | SFIO          |        |
| 10 de gener de 1962    | 15 de maig de 1963     | Giuseppe Caron            | Itàlia            | DC            |        |
| 30 de juliol de 1964   | 30 de juny de 1967     | Lionello Sandri           | Itàlia            | ind.          |        |
| Rey                    |                        |                           |                   |               |        |
| 2 de juliol de 1967    | 30 de juny de 1970     | Sicco L. Mansholt         | Països Baixos     | PvdA          |        |
| 2 de juliol de 1967    | 30 de juny de 1970     | Lionello Sandri           | Itàlia            | PSI           |        |
| 2 de juliol de 1967    | 30 de juny de 1970     | Fritz Hellwig             | RFA               | CDU           |        |
| 2 de juliol de 1967    | 30 de juny de 1970     | Raymond Barre             | França            | cap           |        |
| 2 de juliol de 1967    | 30 de juny de 1970     | Wilhelm Haferkamp         | RFA               | ind.          |        |
| Malfatti               |                        |                           |                   |               |        |
| 1 de juliol de 1970    | 21 de març de 1972     | Sicco L. Mansholt         | Països Baixos     | PvdA          |        |
| 1 de juliol de 1970    | 21 de març de 1972     | Wilhelm Haferkamp         | RFA               | ind.          |        |
| Mansholt               |                        |                           |                   |               |        |
| 22 de març de 1972     | 5 de gener de 1973     | Wilhelm Haferkamp         | RFA               | ind.          |        |
| Ortoli                 |                        |                           |                   |               |        |
| 6 de gener de 1973     | 5 de gener de 1977     | Patrick Hillery           | Irlanda           | FF            |        |
| 6 de gener de 1973     | 5 de gener de 1977     | Wilhelm Haferkamp         | RFA               | SPD           |        |
| 6 de gener de 1973     | 5 de gener de 1977     | Henri Simonet             | Bèlgica           | PS            |        |
| 6 de gener de 1973     | 5 de gener de 1977     | Christopher Soames        | Regne Unit        | Conser.       |        |
| 6 de gener de 1973     | 5 de gener de 1977     | Carlo Scarascia- Mugnozza | Itàlia            | ind.          |        |
| Jenkins                |                        |                           |                   |               |        |
| 6 de gener de 1977     | 5 de gener de 1981     | Wilhelm Haferkamp         | RFA               | SPD           |        |
| 6 de gener de 1977     | 5 de gener de 1981     | Henk Vredeling            | Països Baixos     | PvdA          |        |
| 6 de gener de 1977     | 5 de gener de 1981     | Finn Olav Gundelach       | Dinamarca         | ind.          |        |
| 6 de gener de 1977     | 5 de gener de 1981     | François-Xavier Ortoli    | França            | RPR           |        |
| 6 de gener de 1977     | 5 de gener de 1981     | Lorenzo Natali            | Itàlia            | DC            |        |
| Thorn                  |                        |                           |                   |               |        |
| 6 de gener de 1981     | 5 de gener de 1985     | Christopher Tugendhat     | Regne Unit        | Conser.       |        |
| 6 de gener de 1981     | 5 de gener de 1985     | François-Xavier Ortoli    | França            | ind.          |        |
| Delors I               |                        |                           |                   |               |        |
| 6 de gener de 1985     | 5 de gener de 1989     | Frans Andriessen          | Països Baixos     | CDA           |        |
| 6 de gener de 1985     | 5 de gener de 1989     | Henning Christophersen    | Dinamarca         | Venstre       |        |
| 6 de gener de 1985     | 5 de gener de 1989     | Arthur Francis Cockfield  | Regne Unit        | Conser.       |        |
| 6 de gener de 1985     | 5 de gener de 1989     | Karl-Heinz Narjes         | RFA               | CDU           |        |
| 6 de gener de 1985     | 5 de gener de 1989     | Lorenzo Natali            | Itàlia            | DC            |        |
| 5 de gener de 1986     | 5 de gener de 1989     | Manuel Marín              | Espanya           | PSOE          |        |
| Delors II              |                        |                           |                   |               |        |
| 6 de gener de 1989     | 5 de gener de 1993     | Frans Andriessen          | Països Baixos     | CDA           |        |
| 6 de gener de 1989     | 5 de gener de 1993     | Martin Bangemann          | RFA               | FDP           |        |
| 6 de gener de 1989     | 5 de gener de 1993     | Leon Brittan              | Regne Unit        | Conser.       |        |
| 6 de gener de 1989     | 5 de gener de 1993     | Henning Christophersen    | Dinamarca         | Venstre       |        |
| 6 de gener de 1989     | 5 de gener de 1993     | Manuel Marín              | Espanya           | PSOE          |        |
| 6 de gener de 1989     | 5 de gener de 1993     | Filippo Maria Pandolfi    | Itàlia            | DC            |        |
| Delors III             |                        |                           |                   |               |        |
| 6 de gener de 1993     | 22 de gener de 1995    | Martin Bangemann          | Alemanya          | FDP           |        |
| 6 de gener de 1993     | 22 de gener de 1995    | Leon Brittan              | Regne Unit        | Conser.       |        |
| 6 de gener de 1993     | 22 de gener de 1995    | Henning Christophersen    | Dinamarca         | Venstre       |        |
| 6 de gener de 1993     | 22 de gener de 1995    | Manuel Marín              | Espanya           | PSOE          |        |
| 6 de gener de 1993     | 22 de gener de 1995    | Karel van Miert           | Bèlgica           | PS            |        |
| 6 de gener de 1993     | 22 de gener de 1995    | Antonio Ruberti           | Itàlia            | PSI           |        |
| Santer                 |                        |                           |                   |               |        |
| 23 de gener de 1995    | 15 de març de 1999     | Leon Brittan              | Regne Unit        | Conser.       |        |
| 23 de gener de 1995    | 15 de març de 1999     | Manuel Marín              | Espanya           | PSOE          |        |
| Marín                  |                        |                           |                   |               |        |
| 16 de març de 1999     | 15 de setembre de 1999 | Leon Brittan              | Regne Unit        | Conser.       |        |
| Prodi                  |                        |                           |                   |               |        |
| 16 de setembre de 1999 | 21 de novembre de 2004 | Neil Kinnock              | Regne Unit        | Labor.        |        |
| 16 de setembre de 1999 | 21 de novembre de 2004 | Loyola de Palacio         | Espanya           | PP            |        |
| Barroso I              |                        |                           |                   |               |        |
| 22 de novembre de 2004 | 9 de febrer de 2010    | Margot Wallström          | Suècia            | SDWP          |        |
| 22 de novembre de 2004 | 9 de febrer de 2010    | Günter Verheugen          | Alemanya          | SPD           |        |
| 22 de novembre de 2004 | 9 de febrer de 2010    | Jacques Barrot            | França            | UMP           |        |
| 22 de novembre de 2004 | 9 de febrer de 2010    | Siim Kallas               | Estònia           | ERP           |        |
| 22 de novembre de 2004 | 8 de maig de 2008      | Franco Frattini           | Itàlia            | FI            |        |
| 9 de maig de 2008      | 9 de febrer de 2010    | Antonio Trajani           | Itàlia            | PdL           |        |
| Barroso II             |                        |                           |                   |               |        |
| 9 de febrer de 2010    | 1 de novembre de 2014  | Catherine Ashton          | Regne Unit        | Labor.        |        |
| 9 de febrer de 2010    | 1 de juliol de 2014    | Viviane Reding            | Luxemburg         | CSV           |        |
| 9 de febrer de 2010    | 1 de novembre de 2014  | Joaquín Almunia           | Espanya           | PSOE          |        |
| 9 de febrer de 2010    | 1 de novembre de 2014  | Siim Kallas               | Estònia           | ERP           |        |
| 9 de febrer de 2010    | 1 de novembre de 2014  | Neelie Kroes              | Països Baixos     | VVD           |        |
| 27 d'octubre de 2011   | 16 de juliol de 2014   | Olli Rehn                 | Finlàndia         | Kesk          |        |
| 16 de juliol de 2014   | 1 de novembre de 2014  | Jyrki Katainen            | Finlàndia         | KOK           |        |
| 9 de febrer de 2010    | 1 de juliol de 2014    | Antonio Trajani           | Itàlia            | PdL           |        |
| 1 de juliol de 2014    | 1 de novembre de 2014  | Michel Barnier            | França            | UMP           |        |
| 1 de juliol de 2014    | 1 de novembre de 2014  | Günther Oettinger         | Alemanya          | CDU           |        |
| 9 de febrer de 2010    | 1 de novembre de 2014  | Maroš Šefčovič            | Eslovàquia        | Smer          |        |
| Juncker                |                        |                           |                   |               |        |
| 1 de novembre de 2014  | actualitat             | Frans Timmermans          | Països Baixos     | PvdA          |        |
| 1 de novembre de 2014  | actualitat             | Federica Mogherini        | Itàlia            | PD            |        |
| 1 de novembre de 2014  | actualitat             | Kristalina Georgieva      | Bulgària          | GERB          |        |
| 1 de novembre de 2014  | actualitat             | Jyrki Katainen            | Finlàndia         | KOK           |        |
| 1 de novembre de 2014  | actualitat             | Valdis Dombrovskis        | Letònia           | V             |        |
| 1 de novembre de 2014  | actualitat             | Andrus Ansip              | Estònia           | ERP           |        |
| 1 de novembre de 2014  | actualitat             | Maroš Šefčovič            | Eslovàquia        | Smer          |        |